# Méthode Zoé
Méthode Zoé ou Simplement Zoé (au Québec) (Wild Card) est une série télévisée américaine en 36 épisodes de 44 minutes, créée par Bernard Lechowick et Lynn Marie Latham et diffusée entre le 2 août 2003 et le 16 juillet 2005 sur Lifetime.
Au Québec, la série a été diffusée à partir du 25 août 2004 à Séries+, en France à partir du 4 septembre 2004 sur TF1 et en Belgique sur La Deux et La Une.

## Synopsis
Cette série relate la vie d'une femme d'une trentaine d'années vivant seule, jusqu'au jour où sa sœur, qu'elle voyait très peu en raison de la distance et de conflits, décède. Elle retourne donc à Chicago, sa ville natale, pour élever ses neveux, Taylor, Cliff et Hannah.
Après avoir découvert les responsables de l'accident qui a couté la vie de sa sœur, elle se fait engager par la compagnie d'assurance au service des fraudes. Elle enchaîne les enquêtes, avec son partenaire Dan Lennox, tout en essayant d'être la meilleure mère pour ses neveux.

## Distribution

### Acteurs principaux
- Joely Fisher (VF : Ivana Coppola) : Zoé Busiek
- Jamie Johnston (VF : Kelyan Blanc) : Clifford « Cliff » Woodall
- Vikki Krinsky (VF : Caroline Pascal) : Taylor Woodall
- Aislinn Paul (en) (VF : Camille Donda) : Hannah Woodall
- Chris Potter (VF : Jean-Pierre Michaël) : Dan Lennox
- Rae Dawn Chong (VF : Odile Schmitt) : Sophie Mason (saison 1)
- Bronson Picket (VF : David Krüger) : Marcos Morales (saison 1)
- Loretta Devine (VF : Monique Thierry) : M. (Matilda) Pearl McGuire (saison 2, invitée saison 1)

### Acteurs récurrents et invités
- Corey Sevier (VF : Yoann Sover) : Julian (saison 1, 8 épisodes)
- Yani Gellman (VF : Maël Davan-Soulas) : Ryder (saison 1, 8 épisodes)
- Jayne Eastwood (VF : Diane Lepvrier) : Jeannie (saison 1, 4 épisodes)
- Ellora Patnaik : l'experte en assurance (saison 1, 4 épisodes)
- Joe Pingue (VF : Jean-Claude Sachot) : l'inspecteur Leo Lombardi (saison 2, 11 épisodes)
- Tracy Dawson (en) (VF : Ariane Aggiage) : Maizie (saison 2, 4 épisodes)
- Don Franklin (VF : Serge Faliu) : Peter Callas (saison 1, épisodes 1 et 2)
- Marnie McPhail : Babara Miller (saison 1, épisodes 1 et 4)
- Juan Chioran (en) : Carlos Beccera (saison 1, épisodes 3 et 18)
- Carolyn Taylor (en) (VF : Edwige Lemoine) : Penny (saison 1, épisodes 4 et 7)
- Jenny McCarthy : Candy LaRue (saison 1, épisodes 17 et 18)
- Mark Harelik (VF : Gabriel Le Doze) : Jake Osbourne (saison 2, épisodes 5 et 12)

 Source et légende : version française (VF) sur RS Doublage

## Épisodes

### Première saison (2003-2004)
1. Changement de route en Italie (Pilot)
2. Tout feu, tout flamme (The Learning Curve)
3. Le Portrait disparu (Con Artistry)
4. Jeux dangereux (Hell Week)
5. Mariage pluvieux… (Dearly Beloved)
6. Une mort de trop (Dead Again)
7. Leçons de séduction (The Cheese Stands Alone)
8. Zoé voit rouge (No Bull)
9. Pas de fumée sans feu (Mimi's Assets)
10. Manifestations suspectes (Spooked)
11. Le Marchand de sable (Sand Trap)
12. Brebis galeuse (Black Sheep)
13. Dangereuse exposition (Bullet Proof)
14. Zoé joue le jeu (Backstabbed)
15. Relations venimeuses (Auntie Venom)
16. Un quartier trop parfait (Block Party)
17. Week-end à la montagne (Candy Land)
18. Le spectacle continue (Queen Bee)

### Deuxième saison (2004-2005)
Le 26 février 2004, la série est renouvelée pour une deuxième saison de 18 épisodes, diffusée à partir du 11 juillet 2004. Elle a été retirée de l'horaire en octobre après douze épisodes pour basses audiences. Les six épisodes restants ont été diffusés à partir du 11 juin 2005.
1. À qui profite le crime ? (A Felony for Melanie)
2. Sous toutes les coutures (Dr Sidney Loses a Kidney)
3. Une campagne mouvementée (Sniper Shot, Intern Hot)
4. Zoé contre Busiek (Roses are Red, Violets are Busiek)
5. Les Dessous de la haute couture (Bound and Gagged, Your Husband Was Snagged)
6. Une brillante enquête (Wham Bam, Thank You Dan)
7. La Main au panier (Slam Dunk Funk)
8. Je suis Brad Pitt (Do Die, Who Am I?)
9. Une voyante pas claire (Premonition Mission)
10. Enquête bolognaise (Bada Bing, Bada Busiek)
11. Le Dernier Mot (Tick Tock, Writer's Block)
12. Preuve à l'envers (Blind in a Bind)
13. Un bébé sur les bras (Russian Missus Gets No Kisses)
14. Un traitre parmi nous (See Ya Later, Investigator)
15. Rêve éveillé (A Whisper from Zoe's Sister)
16. Manipulations (Multiple Personality Fatality)
17. L'Intrus (My Boyfriend is an Axe Murderer)
18. La Bague au doigt (Zoe's Phony Matrimony)